# Studenec (obwód Razgrad)
Studenec (bułg. Студенец) – wieś w Bułgarii, w obwodzie Razgrad, w gminie Łoznica. W 2023 roku liczyła 448 mieszkańców.